# Юстен, Павел
Па́вел Ю́стен (фин. Paavali Juusten, швед. Paul (Påvel) Pedersson Juusten, лат. Paulus Petri Juusten; 1516/1520 Выборг — 22 августа 1575, Або) — епископ, финский деятель Реформации, основатель финляндской историографии.
В 1554—1563 годах ординарий Выборгской епархии, в 1563—1575 годах — епископ Абоской епархии и администратор Выборгской епархии. В 1569 году возглавил посольство шведского короля Юхана III ко двору российского царя Ивана IV. В России на три года заключён в тюрьму откуда ни с кем не мог сообщаться.
Юстен умер вскоре по возвращении в Або (Турку) с церковного собора в Стокгольме в 1575 году. Похоронен в Кафедральном соборе Турку. В память о нём улицей Юстена в Выборге до советско-финских войн (1939—1944) именовался Косой переулок.

## Сочинения
- Хроника епископов финляндских (1565)[3]
- Служебник (миссал) на финском языке (1574)[4]
- Катехизис на финском языке
- Посольство в Московию 1569—1572 (1575)[5]

## Издания
- Павел Юстен. Посольство в Московию 1569—1572 гг. / Пер. с фин. Л. Э. Николаева. — СПб.: ИЦ «Блиц», 2000. — 216 с. — (Россия и Северная Европа). — ISBN 5-86789-113-5.